# Adoración de los Reyes (El Bosco)
Esta Adoración de los Reyes es un cuadro del taller del pintor flamenco El Bosco. Fue ejecutado al óleo sobre tabla y mide 74 centímetros de alto por 54 cm de ancho. Actualmente se encuentra en el Museo de Arte de Filadelfia (Estados Unidos), dentro de la colección John G. Johnson.

## Historia
Esta pintura probablemente tomó como modelo el tríptico de La Epifanía, llamado Adoración de los Magos.
Como ocurre con el resto de las obras del Bosco y a él atribuidas en el pasado, su datación ha sido muy controvertida. La mayor parte de la crítica (Friedländer, Tolnay, Larsen) la consideraba obra juvenil, señalando el periodo 1470-1475; otros apuntan a los años 1475-1480 y otros (Linfert, Cinotti) la sitúan una década más tarde, en 1480-1485. La dendrocronología, sin embargo señala para la tabla una datación en torno a 1493-1499, y en ello se basa Vermet quien considera que, en todo o en parte, es obra del taller del Bosco, más que autógrafa del propio pintor; en el catálogo se reproduce con una fecha en torno a 1518 o posterior.
Perteneció a la colección del conde de Ellenbourgh. 

## Análisis
La Virgen no está en el centro, sino desplazada a la izquierda, tipo presente en las miniaturas y pinturas flamencas. Gaspar hace su ofrenda, arrodillado frente a la Virgen, viste en tonos verdosos. A un lado, Melchor de pie y vestido de rojo; junto a este, hablándole y un poco indiferente al resto de la escena, Baltasar, en un elegante traje blanco en cuya manga está representada la caída del maná.
En esta obra, la tendencia lineal, tortuosa y rota, y la insegura aplicación de la perspectiva, revelan una decisiva influencia de la pintura tardo-gótica. Igualmente el colorido recuerda al estilo internacional.